# NGC 3422
NGC 3422 (другие обозначения — MCG-2-28-15, PGC 32534) — линзообразная галактика в созвездии Чаша. Открыта в 1880 г. британским астрономом Эндрю Коммоном вместе с соседней галактикой NGC 3421 с помощью 36-дюймового рефлектора. Находится на периферии группы галактик USGC S152 (другое обозначение — SS2b 153) с центральной эллиптической галактикой NGC 3411. На угловом расстоянии менее одной минуты к югу от галактики на небесной сфере находится достаточно яркая звезда.
Этот объект входит в число перечисленных в оригинальной редакции «Нового общего каталога».